# Campeonato de España de Ciclismo en Ruta 2001
El C Campeonato de España de Ciclismo en Ruta  se celebró el 1 de julio de 2001 en León sobre 221.8 km. Finalizaron la prueba 89 ciclistas.
El ganador de la prueba fue el entonces desconocido José Iván Gutiérrez, que consiguió imponerse a sus dos compañeros de escapada: Santiago Blanco y Aitor Garmendia, segundo y tercero respectivamente.

## Clasificación
| \| 1 \| \| José Iván Gutiérrez \| ONCE-Eroski \| 4h 50' 06" \| \| 2 \| \| Santiago Blanco \| Ibanesto.com \| m.t. \| \| 3 \| \| Aitor Garmendia \| Team Coast \| a 3" \| \| 4 \| \| Aitor Kintana \| Jazztel-Costa de Almería \| m.t. \| \| 5 \| \| Eleuterio Anguita \| Jazztel-Costa de Almería \| m.t. \| \| 6 \| \| Javier Pascual Rodríguez \| Ibanesto.com \| m.t. \| \| 7 \| \| Miguel Ángel Martín Perdiguero \| Cantina Tollo-Acqua & Sapone \| m.t. \| \| 8 \| \| Ángel Edo \| Milaneza Maia \| m.t. \| \| 9 \| \| Ángel Vicioso \| Kelme-Costa Blanca \| m.t. \| \| 10 \| \| Juan Antonio Flecha \| Relax-Fuenlabrada \| m.t. \| |  |                                |                              |            |
| 1 |  | José Iván Gutiérrez            | ONCE-Eroski                  | 4h 50' 06" |
| 2 |  | Santiago Blanco                | Ibanesto.com                 | m.t.       |
| 3 |  | Aitor Garmendia                | Team Coast                   | a 3"       |
| 4 |  | Aitor Kintana                  | Jazztel-Costa de Almería     | m.t.       |
| 5 |  | Eleuterio Anguita              | Jazztel-Costa de Almería     | m.t.       |
| 6 |  | Javier Pascual Rodríguez       | Ibanesto.com                 | m.t.       |
| 7 |  | Miguel Ángel Martín Perdiguero | Cantina Tollo-Acqua & Sapone | m.t.       |
| 8 |  | Ángel Edo                      | Milaneza Maia                | m.t.       |
| 9 |  | Ángel Vicioso                  | Kelme-Costa Blanca           | m.t.       |
| 10 |  | Juan Antonio Flecha            | Relax-Fuenlabrada            | m.t.       |